# كلينتون أوبراين
كلينتون أوبراين (بالإنجليزية: Clinton O'Brien)‏ هو لاعب دوري الرغبي أسترالي، ولد في 10 يناير 1974 في كيرنز في أستراليا.